# Едуард Милс Пърсел

Едуард Милс Пърсел (на английски: Edward Mills Purcell) е американски физик, носител на Нобелова награда за физика за 1952 година за откриването на ядрения магнитен резонанс и нови методи за подобряване на точността му.

## Биография
Роден е на 30 август 1912 година в Тейлървил, Илинойс. Завършва Университета Пърдю и Харвард.
Бил е съветник на президентите Дуайт Айзенхауер, Джон Кенеди и Линдън Б. Джонсън. Награждаван е с много медали и има приноси и в радиоастрономията.
Умира на 7 март 1997 година в Кеймбридж, Масачузетс.